# Солёное (озеро, Сарыкольский район)
Солёное — озеро в Сарыкольском районе Костанайской области Казахстана. Находится в 16 км к юго-западу от села Златоуст.
По данным топографической съёмки 1944 года, площадь поверхности озера составляет 2,79 км². Наибольшая длина озера — 2,3 км, наибольшая ширина — 1,5 км. Длина береговой линии составляет 6,9 км, развитие береговой линии — 1,16. Озеро расположено на высоте 95,4 м над уровнем моря.